# Pit Molling
Pit Molling, (Luxemburg-Stad, 1984) is een Luxemburgs beeldhouwer.

## Leven en werk
Pit Molling studeerde aan de Freie Akademie der bildenden Künste in Essen, als leerling van Stephan Paul Schneider. Hij is geïnteresseerd in digitale kunst en maakt gebruik van een 3D-printer om de universele esthetische structuur van de wereld in digitale vorm vast te leggen en deze vervolgens in het echt te reproduceren. Hij werkt daarbij met een biologisch afbreekbaar plastic.
Molling is lid van de Cercle Artistique de Luxembourg (CAL), waar hij sinds 2013 deelneemt aan de Salons du CAL. Hij ontving de Prix Révélation op de salon van 2019. In 2022 dong hij met Jhemp Bastin, Gérard Claude, Serge Ecker, Manolis Manarakis, Armand Strainchamps, Ann Vinck en Ellen van der Woude mee naar de Prix de la sculpture Schlassgoart. Molling won de prijs voor zijn geprinte plastiek The Elephant in the Room. Molling is aangesloten bij het Beyond My Eyes Collective, dat jonge en meer ervaren kunstenaars samenbrengt om creatieve uitwisseling tot stand te brengen. Voor de tentoonstellingen van 2022 en 2024 werkte hij samen met Ben Friden (1998).

## Onderscheidingen
- 2014 stART-up, beurs van de Œuvre Nationale de Secours Grande-Duchesse Charlotte
- 2019 Prix Révélation
- 2022 Prix de la sculpture Schlassgoart